# Union des entreprises de proximité
 (février 2024).
Pour les articles homonymes, voir UPA.
L'Union des entreprises de proximité (U2P) est l'une des organisations patronales françaises interprofessionnelles représentatives, avec le Mouvement des entreprises de France (Medef) et la Confédération des petites et moyennes entreprises (CPME). Dénommée à l'origine Union professionnelle artisanale (UPA), elle change de nom en novembre 2016.

## Missions et affiliations
L’U2P a pour mission de représenter, défendre et promouvoir l'artisanat, le commerce de proximité et les professions libérales. En tant que partenaire social, l’U2P est consultée par les pouvoirs publics et participe aux négociations entre organisations d’employeurs et syndicats de salariés.
Elle regroupe quatre confédérations de métiers regroupe 4 confédérations membres et un membre associé : 
- la Confédération de l'artisanat et des petites entreprises du bâtiment (CAPEB),
- la Confédération générale de l’alimentation de détail (CGAD),
- la Confédération nationale de l'artisanat des métiers et des services (CNAMS),
- l'Union nationale des professions libérales (UNAPL), depuis 2016,
- l’Artisanat des travaux publics et du paysage (CNATP).

L'U2P représente 2,8 millions d'entreprises françaises dans les secteurs de l'artisanat, du commerce de proximité et des professions libérales, soit les deux tiers des entreprises françaises, et représente six millions d'actifs dont quatre millions de salariés, soit 25% de l'ensemble des salariés du privé.,,
Par l’intermédiaire de ses quatre composantes, 120 organisations professionnelles nationales sont affiliées à l’U2P dont l’action est relayée par 110 structures territoriales.

## Organisation et fonctionnement
Les statuts de l'U2P prévoient que la présidence est confiée pour quatre ans et à tour de rôle au représentant de chacune des quatre organisations membres.
- Jean-Pierre Crouzet (2013-2017)[9],[10]
- Alain Griset (2017-2020)
- Laurent Munerot (2020-2021)
- Dominique Métayer (2021-2023)[11]
- Michel Picon (depuis 2024)[12]

En janvier 2024, Michel Picon, vice-président délégué de l'U2P et président de l'UNAPL est désigné président de l'U2P pour quatre ans. Il est également agent général d'assurances au Grau-du-Roi depuis 1979, trésorier adjoint de l'Unédic et administrateur de Pôle Emploi.

## Ancien logo

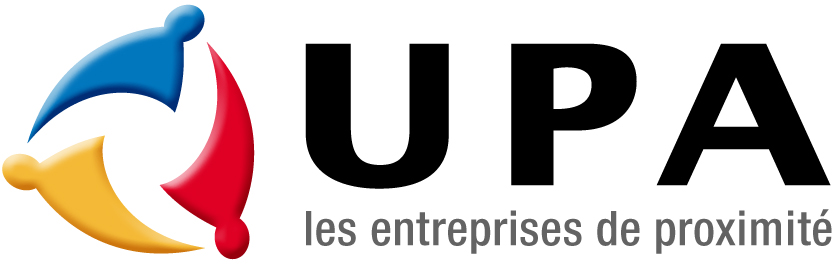
Logo de l'UPA, 2013-2016.